# KK Borovo Vukovar
KK Borovo Vukovar je hrvatski košarkaški klub iz Vukovara.

## Povijest
KK Borovo osnovan je u rujnu 1972. godine. KK Borovo zlatne trenutke u doživljava 1982. godine ulaskom u Prvu B saveznu ligu tadašnje države Jugoslavije i to dramatičnom pobjedom u majstorici protiv KK Novog Zagreba. Zadnji košarkaški susret odigrali su u ožujku 1991. godine na gostovanju u Dubrovniku protiv KK Juga. Klub od 1991. godine i Domovinskog rata nije djelovao a obnovljen je 29. lipnja 2011. godine nakon 20 godina stanke. Trenutačno sa seniorskom momčadi nastupaju u A-1 košarkaškoj ligi.

## Poznati igrači i treneri

### Igrači
- Damir Voloder

### Treneri
- Faruk Kulenović
- Željko Jukić
- Zoran Grašo[4]

## Vanjske poveznice
- Slike o napretku i razvoju Košarkaškog kluba "Borovo"[neaktivna poveznica]